# Ștefan Ardeleanu
Ștefan Ardeleanu, născut István Weissböck, (n. 14 ianuarie 1940, Satu Mare, România) este un scrimer român specializat pe floretă, campion mondial pe echipe la Havana în 1967 și laureat cu bronz la Campionatul Mondial de Scrimă din 1969 și la Campionatul Mondial de Scrimă din 1970, tot pe echipe.
Este soțul floretistei Suzana Ardeleanu.